# El Aioun Sidi Mellouk
El Aioun Sidi Mellouk (en àrab العيون سيدي ملوك, al-ʿUyūn Sīdī Mallūk; en amazic ⵍⵄⵢⵓⵏ ⵙⵉⴷⵉ ⵎⵍⵍⵓⴽ) és un municipi de la província de Taourirt, a la regió de L'Oriental, al Marroc. Segons el cens de 2014 tenia una població total de 41.832 persones. Fou fundada en 1679 per ordre del sultà Mulay Ismail.